# Sekunda

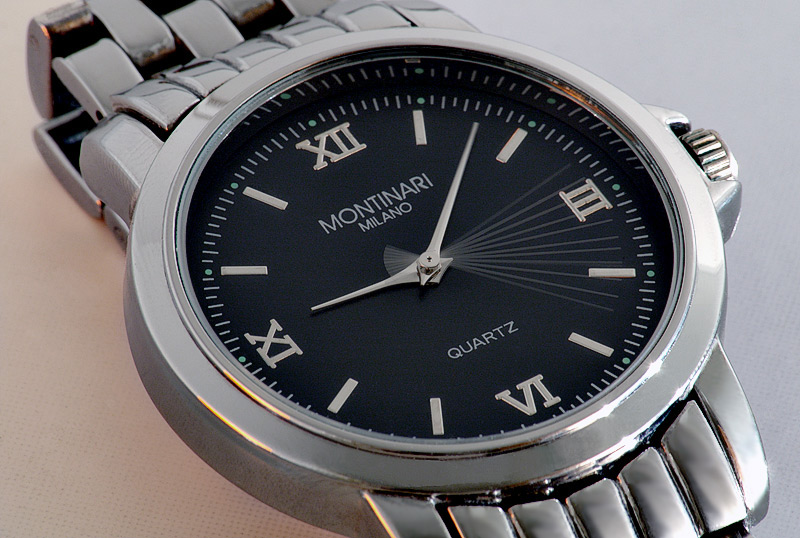
Sekundy odmierzane przez wskazówkę zegarka (wskazówka sekundowa jest rozmyta)

Sekunda, oznaczenie s, skrót sek. – jednostka czasu, jednostka podstawowa większości układów jednostek miar np. SI, MKS, CGS. Obecnie oznaczana s, niegdyś sek.
Jest to czas równy 9 192 631 770 okresom promieniowania odpowiadającego przejściu między dwoma poziomami F = 3 i F = 4 struktury nadsubtelnej stanu podstawowego S1/2 atomu cezu 133Cs (powyższa definicja odnosi się do atomu cezu w spoczynku w temperaturze 0 K). Definicja ta, obowiązująca od 1967 r., została ustalona przez XIII Generalną Konferencję Miar. Poprzednio sekundę definiowano jako:
- 1/31 556 925,9747 część roku zwrotnikowego 1900[4][5] (XI Generalna Konferencja Miar z 1960 r.);
- 1/86400 część doby (do 1960 r.)[6][7].

Termin sekunda pochodzi od łacińskiego wyrażenia pars minuta secunda – druga mała część.

Sterowany wahadłem wychwyt zegara, tykający co sekundę

Określenie sekunda jest stosowane także jako miara kąta i interwał muzyczny. W zapisie czasem oznaczana jest znakiem bis (U+2033).

## Nowa definicja
Podczas 26. Generalnej Konferencji Miar przyjęta została nowa definicja sekundy. Sekunda, oznaczenie s, jest to jednostka czasu w SI. Jest ona zdefiniowana poprzez przyjęcie ustalonej wartości liczbowej częstotliwości drgań cezu ∆νCs, to jest częstotliwości nadsubtelnego przejścia w atomach cezu 133 w niezaburzonym stanie podstawowym, wynoszącej 9 192 631 770, wyrażonej w jednostce Hz, która jest równa s-1.

## Przedrostki SI
Wielokrotności i podwielokrotności sekundy (wyróżniono najczęściej używane):
| Wielokrotności | Wielokrotności | Wielokrotności |  | Podwielokrotności | Podwielokrotności | Podwielokrotności |
| Mnożnik        | Nazwa          | Symbol         |  | Mnożnik           | Nazwa             | Symbol            |
| -------------- | -------------- | -------------- |  | ----------------- | ----------------- | ----------------- |
| 100            | sekunda        | s              |  |                   |                   |                   |
| 101            | dekasekunda    | das            |  | 10–1              | decysekunda       | ds                |
| 102            | hektosekunda   | hs             |  | 10–2              | centysekunda      | cs                |
| 103            | kilosekunda    | ks             |  | 10–3              | milisekunda       | ms                |
| 106            | megasekunda    | Ms             |  | 10–6              | mikrosekunda      | µs                |
| 109            | gigasekunda    | Gs             |  | 10–9              | nanosekunda       | ns                |
| 1012           | terasekunda    | Ts             |  | 10–12             | pikosekunda       | ps                |
| 1015           | petasekunda    | Ps             |  | 10–15             | femtosekunda      | fs                |
| 1018           | eksasekunda    | Es             |  | 10–18             | attosekunda       | as                |
| 1021           | zettasekunda   | Zs             |  | 10–21             | zeptosekunda      | zs                |
| 1024           | jottasekunda   | Ys             |  | 10–24             | joktosekunda      | ys                |
| 1027           | ronnasekunda   | Rs             |  | 10-27             | rontosekunda      | rs                |
| 1030           | quettasekunda  | Qs             |  | 10-30             | quectosekunda     | qs                |

W praktyce używa się tylko niektórych podwielokrotności jednostki, ponieważ wielokrotności jako mało naturalne zastępowane są innymi, choć nienależącymi do układu SI, ale za to łatwiejszymi do wyobrażenia, takimi jak minuta, godzina, doba, tydzień, miesiąc, rok itd. Jedna z wielokrotności SI – gigasekunda – mogłaby prowadzić do nieporozumień, ponieważ jej skrót jest identyczny z jednostką indukcji magnetycznej Gs układu CGS (podobnie: ps jako pikosekunda lub parsek).

## Wielokrotności sekundy
- 1 dekasekunda to 10 sekund.
- 1 hektosekunda to 1 minuta i 40 sekund.
- 1 kilosekunda to 16 minut i 40 sekund.
- 3,6 kilosekund to 1 godzina.
- 10 kilosekund to ok. 2 godziny i 50 minut.
- 100 kilosekund to ok. 1 dzień i 4 godziny.
- 1 megasekunda to ok. 11 dni i 14 godzin.
- 10 megasekund to ok. 3 miesiące i 26 dni.
- 100 megasekund to ok. 3 lata i 2 miesiące.
- 1 gigasekunda to ok. 31 lat i 8 miesięcy.
- 10 gigasekund to ok. 3 wieki.
- 100 gigasekund to ok. 3 tysiąclecia.
- 1 terasekunda to ok. 31 tysiącleci.
- 1 petasekunda to ok. 31 688 tysiącleci.
- 1 eksasekunda to ok. 31 688 087 tysiącleci.
- 1 zettasekunda to ok. 31 688 087 814 tysiącleci.
- 1 jottasekunda to ok. 31 688 087 814 029 tysiącleci[10].